# Lützeroda
Lützeroda is een klein dorp in de Duitse gemeente Jena, deelstaat Thüringen, en telt 176 inwoners  (ultimo 2020).
Hemelsbreed op circa 5, maar over de weg ruim 7 kilometer ten noordwesten van de stad Jena, ietwat bezijden de hoofdwegen, liggen, op de punten van een gelijkzijdige driehoek, ruim één kilometer van elkaar, de drie dorpjes Lützeroda (noordwest), Closewitz (noordoost) en het wat grotere Cospeda op de zuidpunt. Hiertussen liggen landerijen, waar sedert 2006 regelmatig re-enactments van de Slag bij Jena, met bijbehorende festiviteiten, plaatsvinden.
De drie plaatsjes worden door een heuvelrug van Jena zelf gescheiden. Ten oosten van Closewitz ligt het dal van een zijbeek van de Saale. Bij dit Rautal ligt een groot veld, waar de winterakoniet in februari in grote aantallen bloeit. Het betreft hier planten van een voormalige kwekerij van dit voorjaarsgewas. In de omgeving van Closewitz, Lützeroda en Cospeda liggen nog verscheidene andere natuurgebieden, waaronder enige bossen.
Op 14 oktober 1806 begon bij Closewitz en Lützeroda  de Slag bij Jena. Hier werden Pruisische troepen verslagen door de Franse troepen van Napoleon, die daarna naar Vierzehnheiligen oprukten.

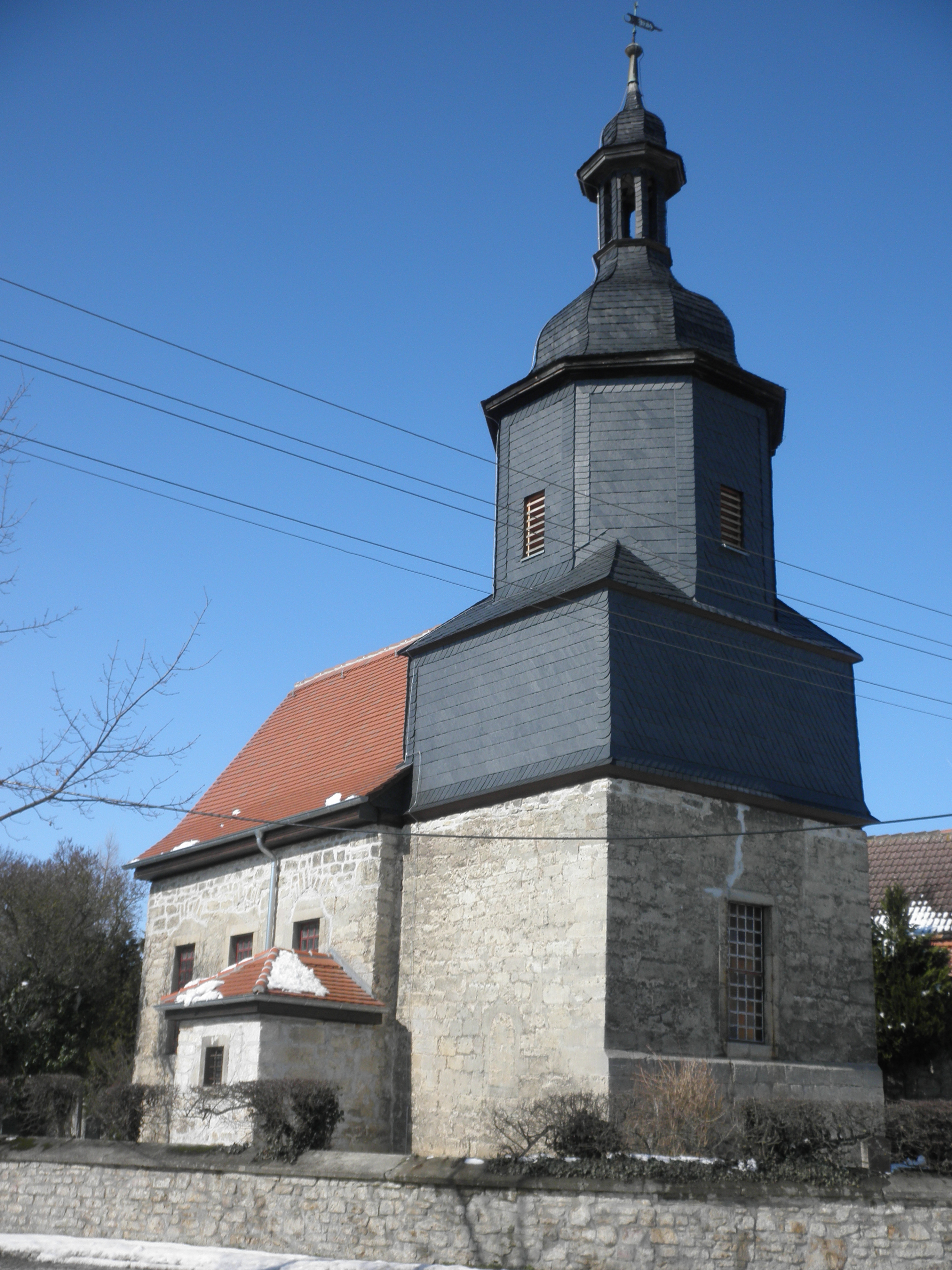
Lützeroda, Sint-Nicolaaskerk

De evangelisch-lutherse Sint-Nicolaaskerk, gebouwd in romaanse stijl, bestond wellicht reeds in 1236. De toren dateert uit 1719. In 1985/86 werd de kerk gerenoveerd.